# Theodoros Vryzakis

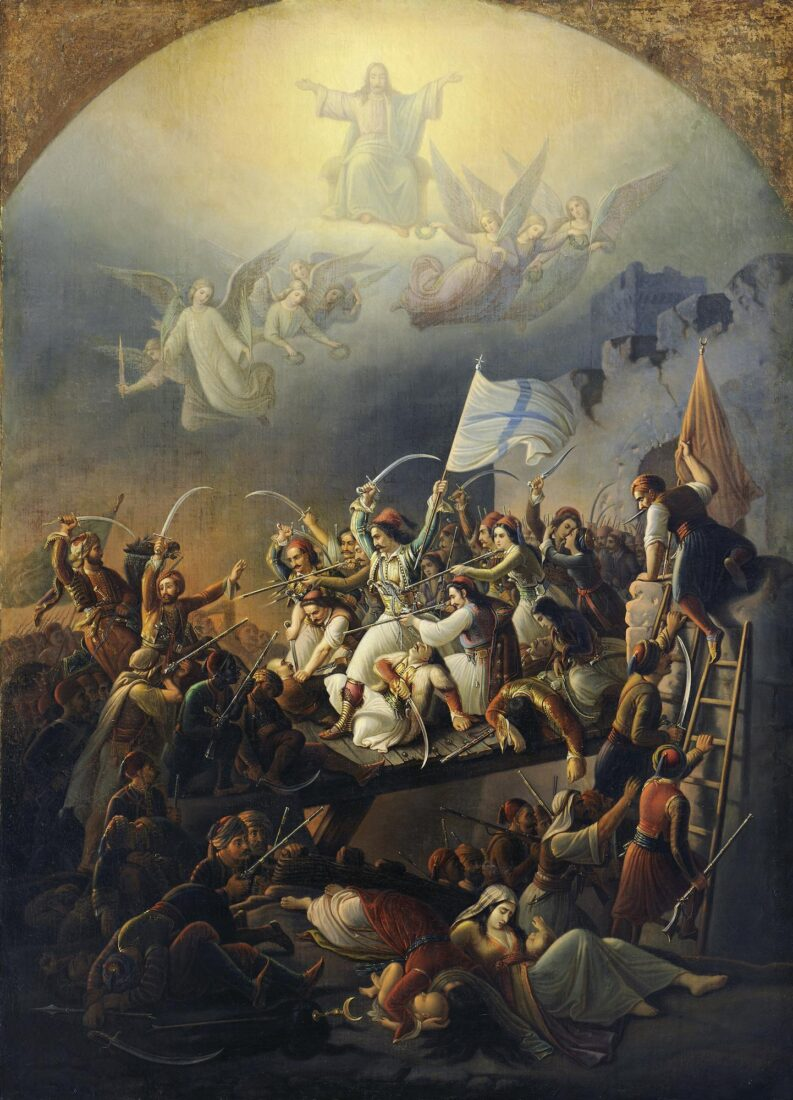
Exodos Messologiou (Der Ausfall von Mesolongi), 1855, Öl auf Leinwand, 169 × 127 cm, Nationalgalerie (Athen), Inventarnr. P.5446

Theodoros Philippos Vryzakis (griechisch: Θεόδωρος Βρυζάκης; * 19. Oktober 1814 in Theben; † 6. Dezember 1878 in München) war ein griechischer Maler. Er gilt als einer der bedeutendsten Maler Griechenlands und zählt als der Begründer der Münchner Schule der griechischen Malerei.

## Biographie und Werke
Vryzakis erlebte als Kind den Beginn des griechischen Befreiungskrieges von 1821. Während dieses Krieges, als Vryzakis sieben Jahre alt war, wurde sein Vater Petros von den Türken gehängt. Seiner Mutter gelang mit ihm die Flucht in die Berge und Wälder. Im Alter von 18 Jahren wanderte er auf Anregung eines deutschen Philologen nach München aus. Dort lebte er bis zu seinem Tode.
In München begann seine Beschäftigung mit der Malerei, wobei er fast ausschließlich Themen des griechischen Befreiungskrieges darstellte. 1844 erteilte ihm die griechische Gemeinde in München ein Stipendiat für ein Studium der Malerei. Im selben Jahr wurde er in die Akademie der Bildenden Künste zu München aufgenommen. Zu seinen Lehrern und später auch zu seinen Freunden wurden einige der herausragendsten Künstler, im Bereich der Darstellung philhellenischer Themen: Karl Wilhelm von Heideck, Peter von Hess, Heinrich von Mayer und andere.
Zwischen 1845 und 1855 unternahm Vryzakis zahlreiche Studienreisen durch Europa. Mit seinem Werk Der Ausfall von Messolongion nahm er an der Weltausstellung Paris 1855 teil. Dieses Gemälde ist sein wohl bekanntestes Werk. Es thematisiert den Durchbruch griechischer Freiheitskämpfer mit ihren Frauen und Kindern durch den türkischen Belagerungsring während der Belagerung der Stadt Messolongion durch die türkische Armee. Von diesem Werk hatte Vryzakis zwei Kopien erstellt. Das Originalbild und dessen erste Kopie wurden bei einem Brand in Messolongion im Jahre 1929 zerstört. Die zweite Kopie befindet sich in der Nationalgalerie von Griechenland. Von dem Originalbild waren bereits seit 1856 auch zahlreiche Lithographien im Umlauf.
1861 reiste Vryzakis im Auftrag der griechischen Gemeinde von Manchester nach England. Dort schmückte er mit Wandbildern die griechisch-orthodoxe Kirche Evangelismou aus. Diese Arbeiten dauerten bis 1863.
Vier Jahre später nahm er mit vier seiner Gemälde an einer Leipziger Kunstausstellung teil. Dabei handelt es sich um die Werke Der Ausfall von Messolongion, Giorgakis Olympios, ein Gemälde eines griechischen Freiheitskämpfers, und um zwei weitere Gemälde mit Bezug zum Freiheitskrieg von 1821, den Werken Lord Byron in Messolongion und Der Eid in der Kirche der Heiligen Laura.
Vryzakis starb im Jahre 1878 und wurde in München beigesetzt. In seinem Testament vermachte er alle Kunstwerke seines Ateliers an die Universität von Athen sowie den Betrag von 760 Mark an die griechisch-orthodoxe Gemeinde der Salvatorkirche in München zur Restaurierung des Daches der gleichnamigen Kirche.
Vryzakis Werke gelten als Musterbeispiele der Malerei der sogenannten Münchner Schule. Zu Vryzakis Lebzeiten bestand eine hohe Nachfrage nach seinen Werken als Dokumentationen des griechischen Freiheitskrieges. Einige seiner Werke wurden dank Lithographien und anderen Arten der Reproduktion einem breiten Publikum bekannt. Kritiker warfen ihm vor, in seinen Gemälden zu wenig Wert auf die Ausdrucksformen der Gesichter der dargestellten Personen zu legen.